# 10368 Кодзукі
10368 Кодзукі (10368 Kozuki) — астероїд головного поясу, відкритий 7 лютого 1995 року.
Тіссеранів параметр щодо Юпітера — 3,502.